# Келико језик
Келико језик је језик из породице нило-сахарских језика, централносуданска грана. Њиме се служи око 10.000 становика у вилајету Централна Екваторија око града Јеј у Јужном Судану, око 7.500 становника северног ДР Конга и 5.000 појединаца у северној Уганди. Састоји се из неколико дијалеката, и користи латинично писмо.